# T-27
T-27 – radziecki bezwieżowy czołg lekki (tankietka) z okresu przed II wojną światową.

## Historia
Pod koniec lat 20. XX w. Armia Czerwona w programie budowy sprzętu pancernego przewidziała budowę małego, lekkiego czołgu rozpoznawczego przeznaczonego do współpracy z czołgami typu MS-1.
Powstało szereg własnych projektów i prototypów, z których żaden nie okazał się odpowiedni. W tej sytuacji zdecydowano się na zakup 26 sztuk rozpowszechnionej na świecie angielskiej tankietki Vickers Carden Loyd Mark VI (w ZSRR otrzymały oznaczenie 25-W lub K-25), a także praw do produkcji licencyjnej. Jeszcze przed jej uruchomieniem, w biurze konstrukcyjnym fabryki Awtozawod Nr 2 WATO pod Moskwą, udało się dokonać modernizacji konstrukcji Carden-Loyda. Powiększono kadłub, stosując zamknięty przedział bojowy. Wydłużono podwozie o parę kół nośnych. Opracowano nowe jarzmo karabinu maszynowego. Konstrukcja i sylwetka nie zostały jednak zasadniczo zmienione w stosunku do Carden-Loyda (znacznie dalej poszli w tej kwestii polscy konstruktorzy, opracowując serię TK-3).
Zmodernizowany pojazd 13 lutego 1931 r. został przyjęty do uzbrojenia i produkcji jako tankietka T-27.
Produkcję rozpoczęto jesienią 1931 r. w Fabryce Nr 37, leningradzkich zakładach „Bolszewik” i Fabryce Samochodów GAZ.
W latach 1931–1933 zbudowano 3328 tankietek.

## Wersje czołgu i pojazdy pochodne
- OT-27: pojazd wyposażony w miotacz ognia zamiast karabinu maszynowego. W 1935 zbudowano serię 164 wozów.
- T-27PCH: doświadczalne egzemplarze wyposażone w urządzenia umożliwiające pokonywanie głębokich przeszkód wodnych po dnie.
- dwa prototypy z armatami kal. 37 mm
- SU-3 – prototyp z działem bezodrzutowym (DRP) 76 mm typu K.
- egzemplarz użyty do prób z niekierowanymi pociskami rakietowymi. Wyrzutnie mocowano z boków kadłuba. Pociski odpalano z wnętrza czołgu.

## Służba
Czołgi T-27 znalazły się w uzbrojeniu oddziałów rozpoznawczych związków taktycznych piechoty. Były też pierwszymi radzieckimi pojazdami pancernymi, które wzniosły się w powietrze. W 1933 r., każdy z czterech batalionów spadochronowych miał po kompanii tankietek. Skonstruowano specjalne zaczepy do podwieszania czołgów pod kadłubami ciężkich bombowców TB-3
Czołgi T-27 szybko okazały się sprzętem prymitywnym. Z powodu małych rozmiarów miały ograniczoną zdolność jazdy w terenie, także ich zawieszenie, podobnie jak Carden-Loyda, nie zapewniało komfortowej jazdy, powodując zmęczenie załogi. Także z powodu rozmiarów, trzeba było do ich obsługi dobierać żołnierzy niskiego wzrostu.
Umieszczenie karabinu maszynowego w kadłubie, typowe dla tankietek, uniemożliwiało szybką zmianę kierunku ognia. Wszystko to było przyczyną, że szybko czołgi T-27 zaczęły ustępować miejsca w charakterze pojazdów rozpoznawczych czołgom z uzbrojeniem umieszczonym w wieży obrotowej (T-37A i T-38).
Na początku lat 30., czołgi T-27 zostały użyte bojowo w walkach z tzw. „basmaczami” (antyradziecką partyzantką) na pustyni Karakum w Kazachstanie.
Po wycofaniu z oddziałów bojowych, tankietek używano do szkolenia. Po niewielkich przeróbkach, stosowano je także jako opancerzone ciągniki lekkich dział piechoty. Głównie w tej roli zostały użyte na początku wojny niemiecko-radzieckiej; po 1941 r. znikły z uzbrojenia.